# Bruce Lipton
(Bruce H. Lipton, La Biologia delle Credenze)
Bruce Harold Lipton (Mount Kisco, 21 ottobre 1944) è un biologo cellulare statunitense, conosciuto per le sue affermazioni, senza alcun riscontro scientifico, secondo cui i geni possano essere manipolati dal pensiero dell'individuo.
Lipton è noto per le critiche al dogma centrale della biologia molecolare e alla teoria dell'evoluzione di Charles Darwin. Le sue teorie sono reminescenti del lysenkoismo di epoca staliniana. È autore del best seller La biologia delle credenze. È professore ospite al New Zealand College of Chiropractic.

## Biografia e formazione
Lipton è nato a Mount Kisco, una località nello Stato di New York. Nel 1966 consegue una laurea in biologia nella C.W. Post Campus of Long Island University e in seguito riceve il dottorato di ricerca in Biologia dello sviluppo dalla University of Virginia nel 1971.
B.H. Lipton ha scritto un totale di 17 articoli scientifici sullo sviluppo dei muscoli. Il suo ultimo articolo su una rivista scientifica risale al 1992. Ha scritto e collaborato in diversi libri.
Ha anche partecipato a numerosi documentari, programmi radiofonici e televisivi, corsi e seminari.
Le sue idee si riallacciano a lysenkoismo: vengono considerate irrilevanti (non è attivo come ricercatore) e criticate, in quanto non supportate da dimostrazioni scientifiche e più volte smentite da numerosi studi.
David Gorski, oncologo e professore di chirurgia alla Wayne State University School of Medicine, lo ha criticato, tra gli altri, affermando che Lipton non capisce la biologia evolutiva e ha travisato i risultati della sua ricerca in epigenetica, attribuendo ad essa delle sue convinzioni personali. Venne a chiamarlo "ciarlatano" (crank in inglese).

## Il primato dell'ambiente (ambiente e DNA)
B.H. Lipton contesta il dogma centrale della biologia molecolare, il quale sostiene che il flusso dell'informazione genetica è monodirezionale e che parte dagli acidi nucleici (DNA, RNA) per arrivare alle proteine ("primato del DNA"). Egli afferma che il flusso dell'informazione avrebbe in realtà la sua sorgente nei segnali ambientali, per arrivare alle proteine passando per gli acidi nucleici ("primato dell'ambiente"), sostenendo la visione lamarckista e spiegandone le dinamiche precise che portarono al non riconoscimento di questa.

## Selezione e cooperazione
Lipton critica la teoria dell'evoluzione di Darwin, perché questa sopravvaluterebbe la natura competitiva della vita (selezione naturale), minimizzando l'aspetto della cooperazione fra gli organismi. La teoria endosimbiotica a tal riguardo ipotizza che alcuni organismi abbiano instaurato una relazione mutualistica di natura cooperativa al fine della sopravvivenza e che abbia portato ad un superamento evoluzionistico di altri organismi nel proprio ambiente.
Estese sperimentazioni, osservazioni scientifiche ed analisi genetiche attualmente rendono inaccettabili tali teorie.
In La biologia delle credenze Lipton fa riferimento al biologo francese Jean-Baptiste de Lamarck, il primo a formulare l'idea di evoluzione; la sua teoria suggerisce che l'evoluzione si basi su un'interazione "istruttiva" e cooperativa fra gli organismi.
Spunti similari sono presenti nella biologia dei sistemi.

## Opere
- La Biologia delle Credenze. Come il pensiero influenza il DNA e ogni cellula,  Macro Edizioni, 2007
- Evoluzione Spontanea. Come raggiungere il futuro positivo che ci attende (con Steve Bhaerman), Macro Edizioni, 2010
- L'effetto Luna di Miele, Macro Edizioni, 2013

## Riconoscimenti e onorificenze
- 2009 Goi Peace Award